# Boarding Now
Boarding Now is een Nederlands televisieprogramma op RTL.
In dit reisprogramma worden diverse KLM-bestemmingen over de hele wereld bezocht. Het programma werd in 2005 gepresenteerd door Tim Immers en Gijs Staverman. Deze eerste serie was in 2005 te zien op RTL 4. De tweede serie werd in 2006 uitgezonden op RTL 5 en werd toen gepresenteerd door Tim Immers & Jet Sol. De naam van het programma is afgeleid van het aan boord gaan van een vliegtuig (boarding).